# Yarbaşı, İdil
Yarbaşı là một xã thuộc huyện İdil, tỉnh Şırnak, Thổ Nhĩ Kỳ. Dân số thời điểm năm 2011 là 1.019 người.